# دوري نيبال لكرة القدم 2011
دوري نيبال لكرة القدم 2011 هو موسم من دوري نيبال لكرة القدم. كان عدد الأندية المشاركة فيه 18، وفاز فيه Nepal Police Club ‏.